# Stefan Bajic
Stefan Bajic, född 23 december 2001 i Saint-Étienne, är en fransk fotbollsmålvakt som spelar för Bristol City.

## Klubbkarriär

### Saint-Étienne
Bajic började spela fotboll i Saint-Étienne som sexåring. Den 2 maj 2018 skrev Bajic som 16-åring på sitt första proffskontrakt med Saint-Étienne; ett kontrakt på tre år. Han lovordades samtidigt av målvaktstränaren Jérémie Janot som beskrev Bajic som en "målvakt med stor potential".
Den 8 april 2019 förlängde han sitt kontrakt med ytterligare ett år. Samma månad var Bajic en del av Saint-Étiennes U19-lag som vann Coupe Gambardella efter att ha besegrat Toulouse U19-lag i finalen med 2–0. Han gjorde sin Ligue 1-debut den 25 september 2019 i en 1–0-förlust mot Metz och blev den yngsta målvakten genom tiderna att starta en Ligue 1-match för Saint-Étienne.
Inför säsongen 2020/2021 meddelade tränaren Claude Puel att han tänkt Bajic som tredjemålvakt i klubben bakom Jessy Moulin och Stéphane Ruffier. Efter att Ruffier lämnat laget blev Bajic klubbens andremålvakt och Etienne Green ny tredjemålvakt. Under våren hade både Moulin och Bajic skadebekymmer och trots att han återvände från skada valde Puel att satsa på Green på målvaktsposten. Under säsongen spelade Bajic i en Coupe de France-match mot Sochaux (1–0-förlust) och en ligamatch mot AS Monaco (4–0-förlust).

### Pau
Under vinterns transferfönster 2021/2022 skrev Bajic på för Ligue 2-klubben Pau för att få mer speltid. Övergången genomfördes efter att Paus ordinarie målvakt Alexandre Olliero skadat sig.

### Bristol City
Den 5 juli 2022 värvades Bajic av Championship-klubben Bristol City, där han skrev på ett treårskontrakt.

## Landslagskarriär
Bajic är född i Frankrike men är av serbisk härkomst. Han har gått igenom de franska ungdomslandslagen och representerade bland annat U19-landslaget vid U19-EM 2019 i Armenien där Frankrike förlorade semifinalen på straffar mot Spanien.
I juni 2021 blev Bajic uttagen i det franska olympiska laget som skulle deltaga vid OS i Tokyo. Den 28 mars 2022 debuterade Bajic för U21-landslaget i en vänskapsmatch mot Nordirland som Frankrike vann med 5–0.